# Sara Allgood
Sara Ellen Allgood (ur. 31 października 1879 w Dublinie, zm. 13 września 1950 w Los Angeles) – irlandzka aktorka filmowa i teatralna, nominowana do Oscara za drugoplanową rolę w dramacie Zielona dolina (1941).

## Wybrana filmografia
- 1929: Szantaż
- 1930: Juno i Paw